# John Lambert (martyr)
Pour les articles homonymes, voir John Lambert (homonymie).
John Lambert est un protestant anglais mort brûlé vif le 22 novembre 1538 à Londres.

## Biographie
John Nicholson (il adopte le nom de famille Lambert à une date indéterminée) est originaire du Norfolk. Il étudie à l'université de Cambridge, où il est élu fellow du Queen's College grâce au soutien de la reine Catherine d'Aragon. Il est possible qu'il assiste dans les années 1520 aux débats théologiques qui prennent place à la White Horse Tavern (en).
Ses faits et gestes dans la deuxième moitié des années 1520 sont incertains. D'après John Foxe, il aurait été contraint de s'exiler à Anvers, où il joue le rôle de prêtre auprès de la communauté anglaise locale. C'est là qu'il aurait fait la connaissance des réformateurs John Frith (en) et William Tyndale.
De retour en Angleterre en 1531, Lambert est accusé d'hérésie. Il est incarcéré et interrogé par l'archevêque William Warham, mais les charges qui pèsent sur lui sont apparemment levées après la mort de l'archevêque. Il abandonne la prêtrise et gagne sa vie en enseignant le grec et le latin.
Lambert est à nouveau accusé d'hérésie en 1536, le duc de Norfolk Thomas Howard lui reprochant de rejeter le culte des saints. Il refuse de s'amender, malgré les interrogatoires que lui font subir l'archevêque Thomas Cranmer et les évêques Nicholas Shaxton (en) et Hugh Latimer. Au cours des deux années qui suivent, il prêche régulièrement dans le milieu évangélique londonien.
Son refus de la doctrine de la transsubstantiation lui vaut d'être jugé devant le roi Henri VIII le 16 novembre 1538. Il est condamné à mort et exécuté sur le bûcher à Smithfield le 22.

## Dans la culture populaire
John Lambert apparaît dans la troisième saison de la série télévisée Les Tudors. Il y est interprété par l'acteur Ben Price (en).